# 富斯根海姆
富斯根海姆是德国莱茵兰-普法尔茨州的一个市镇。总面积6.65平方公里，总人口2526人，其中男性1224人，女性1302人（2011年12月31日），人口密度380人/平方公里。